# Jean-Claude Maire Vigueur
Jean-Claude Maire Vigueur (Morteau, 18 febbraio 1943) è un medievista francese.

## Biografia
Allievo, dal 1964 al 1968, della Scuola Normale Superiore di Parigi, si laureò in Storia (1968).

Dal 1972 al 1975 fu membro della Scuola Francese di Roma, istituto dove poi esercitò l'insegnamento e l'organizzatore agli studi, tra il 1979 e il 1986.

Divenne in seguito anche direttore di ricerca al CNRS (1986-1990), prima di diventare professore ordinario all'Università di Firenze e poi all'Università di Roma III.

## Opera
Jean-Claude Maire Vigueur è uno dei maggiori specialisti della civiltà delle città italiane tra il XII e il XIV secolo. In particolare studiò le istituzioni comunali delle città-Stato dell'Italia centro-settentrionale dell'epoca, il ruolo svolto dalla nobiltà (o milites) e le pratiche belliche. È anche uno specialista della storia della città di Roma alla fine del Medioevo.

## Pubblicazioni
- (IT)  Cola di Rienzo, in Dizionario biografico degli italiani, vol. 26, Roma, Istituto dell'Enciclopedia Italiana, 1982,  pp. 662-675. URL consultato l'8 marzo 2022.
- Justice et politique dans l’Italie communale de la seconde moitié du XIIIe siècle : l’exemple de Pérouse, in Académie des Inscriptions et Belles-Lettres, comptes rendus des séances, 1986,  312-330, disponible en ligne sur le site Persée.fr. URL consultato l'8 marzo 2022.
- Révolution documentaire et révolution scripturaire : le cas de l’Italie médiévale, in Bibliothèque de l’École des Chartes, n. 153/1, 1995,  177-185, disponible en ligne sur le site Persée.fr. URL consultato l'8 marzo 2022.
- Cavaliers et citoyens. Guerre et société dans l’Italie communale (XIIe-XIIIe siècles), collection Civilisations et sociétés, Parigi, EHESS, 2003.
  - (IT) Cavalieri e cittadini. Guerre, conflitti e società nell'Italia comunale, Il Mulino 2004
- L’autre Rome : une histoire des Romains à l’époque des communes (XIIe-XIVe siècle), Parigi, Tallandier, 2010.
  - (IT) L'altra Roma. Una storia dei romani all'epoca dei comuni (secoli XII-XIV), Einaudi 2011
- Élisabeth Crouzet-Pavan e Jean-Claude Maire Vigueur, Décapitées, trois femmes dans l’Italie de la Renaissance, Parigi, Albin Michel, 2018,  p. 428.
  - (IT) Decapitate. Tre donne nell'Italia del Rinascimento, Einaudi 2019
- (IT) Jean-Claude Maire Vigueur, Attrazioni fatali. Una storia di donne e potere in una corte rinascimentale, Il Mulino, 2022
- (IT) Così belle così vicine: viaggio insolito nelle città dell'Italia medievale, Il Mulino, 2023